# Euphyia obscurata
Euphyia obscurata är en fjärilsart som beskrevs av Karl Schawerda 1914. Euphyia obscurata ingår i släktet Euphyia och familjen mätare. Inga underarter finns listade i Catalogue of Life.